# Simon Achidi Achu
Simon Achidi Achu, „Pa” (ur. 5 września 1932 w Bamendzie, zm. 4 maja 2021 w Stanach Zjednoczonych) – kameruński polityk, premier Kamerunu w latach 1992–1996.
Ukończył szkołę podstawową i średnią w swej rodzinnej miejscowości w Regionie Północno-Zachodnim. Następnie studiował na Uniwersytecie w Jaunde. Stworzył tam związek studencki i był jego pierwszym prezesem. Następnie studiował w Marsylii.
Achu zyskał swój przydomek „Pa” dzięki opinii wielkodusznego i dobrego człowieka. W 1973 został mianowany ministrem sprawiedliwości i był nim przez dwa lata.
Trzymał się z dala od polityki przez kilka lat. Został wybrany do parlamentu. 9 kwietnia 1992 mianowano go premierem, którym był do 19 września 1996.